# 和解教堂
和解教堂（德語：Kapelle der Versöhnung）是德國首都柏林的一座教堂，位於柏林米特區。

## 历史
這裡原本有一座修建於1894年的新哥特式風格的建築。舊教堂在二戰中略有受損，但仍得到保存。1961年柏林牆建成後，這座教堂恰好位於東西柏林的交界處。1985年，東德當局拆除了殘存的教堂。兩德統一之後開始了重建教堂的計劃。現在的教堂竣工於2000年。

## 画廊

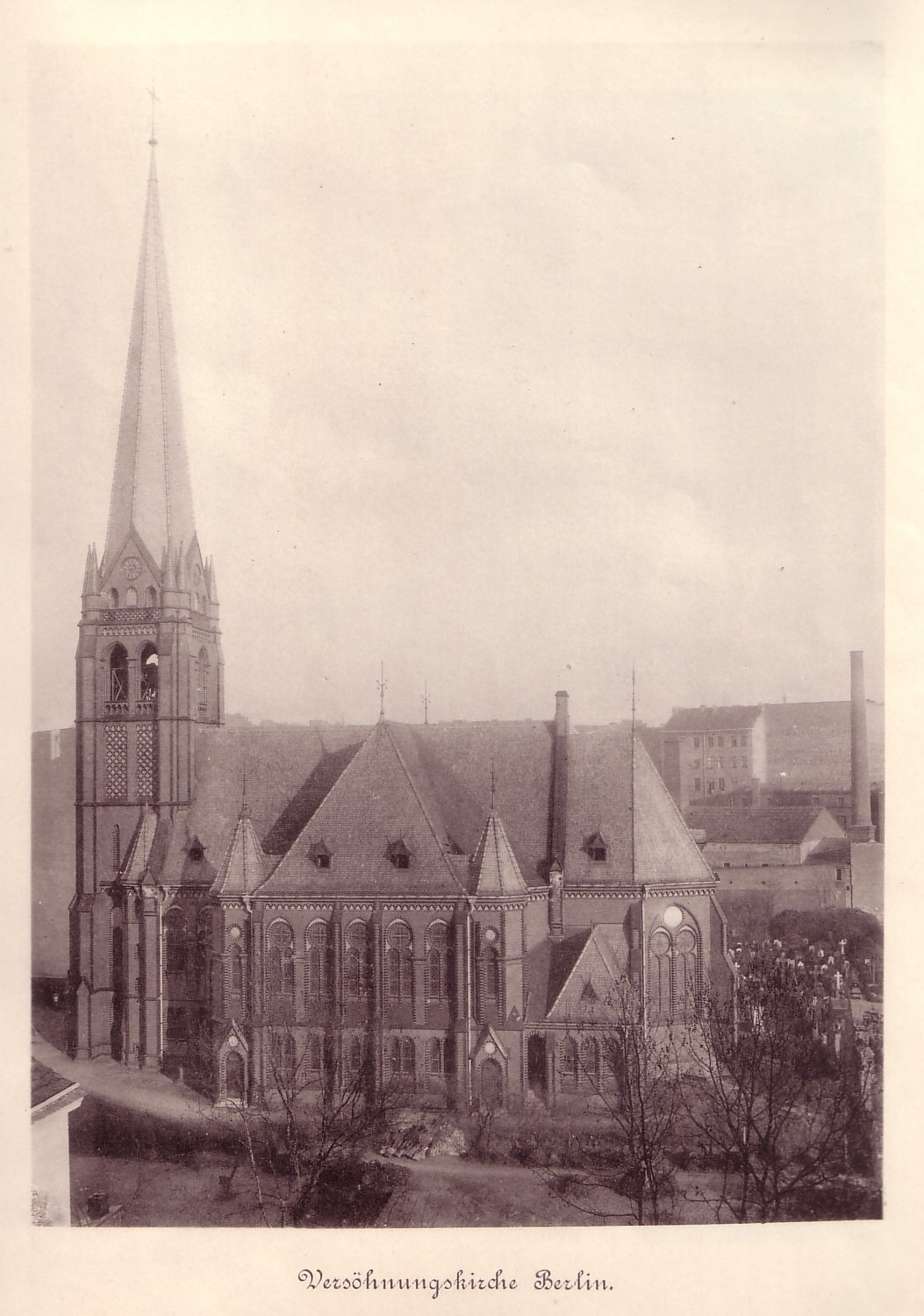
1899年的和解大教堂
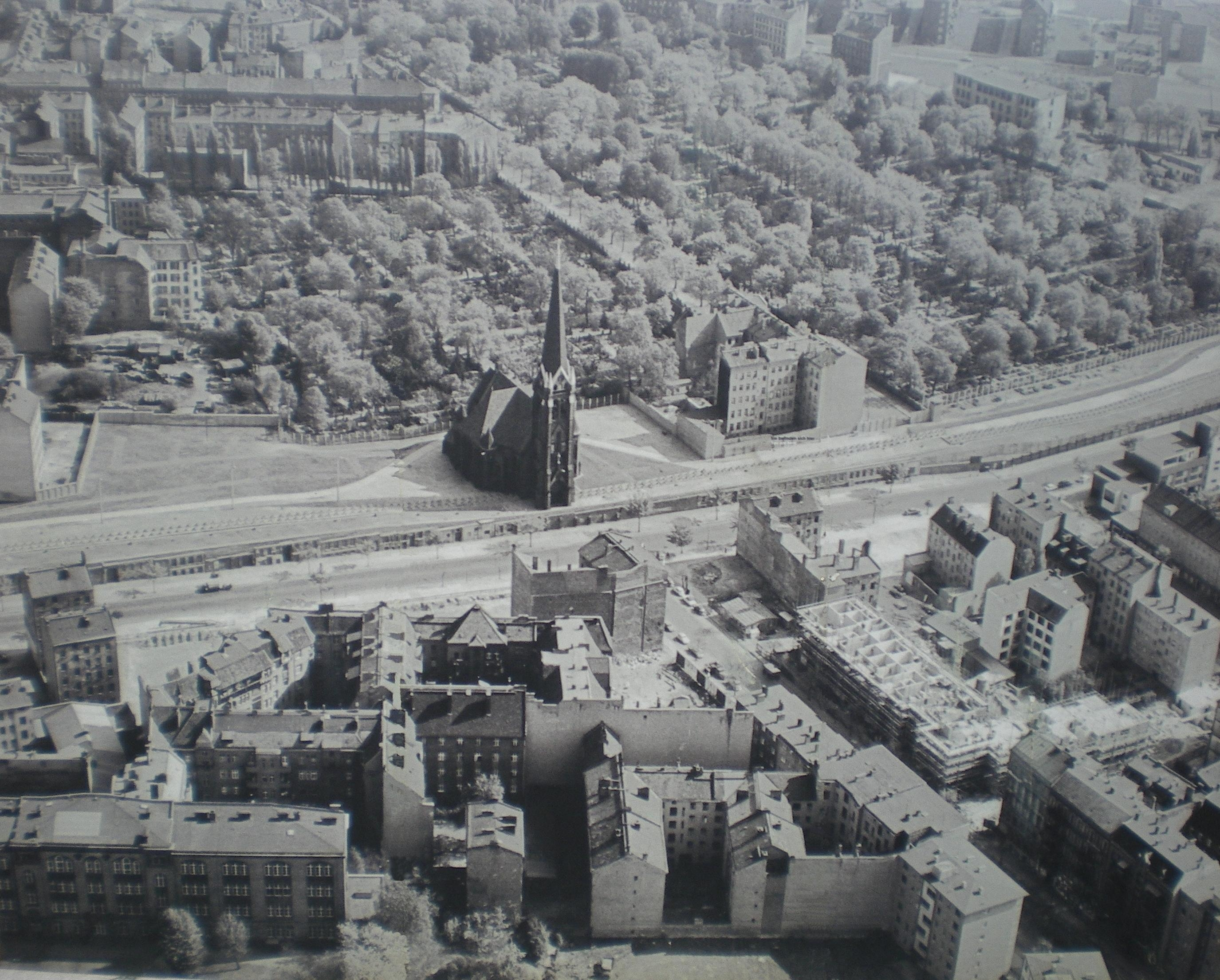
1970年的和解大教堂航拍图
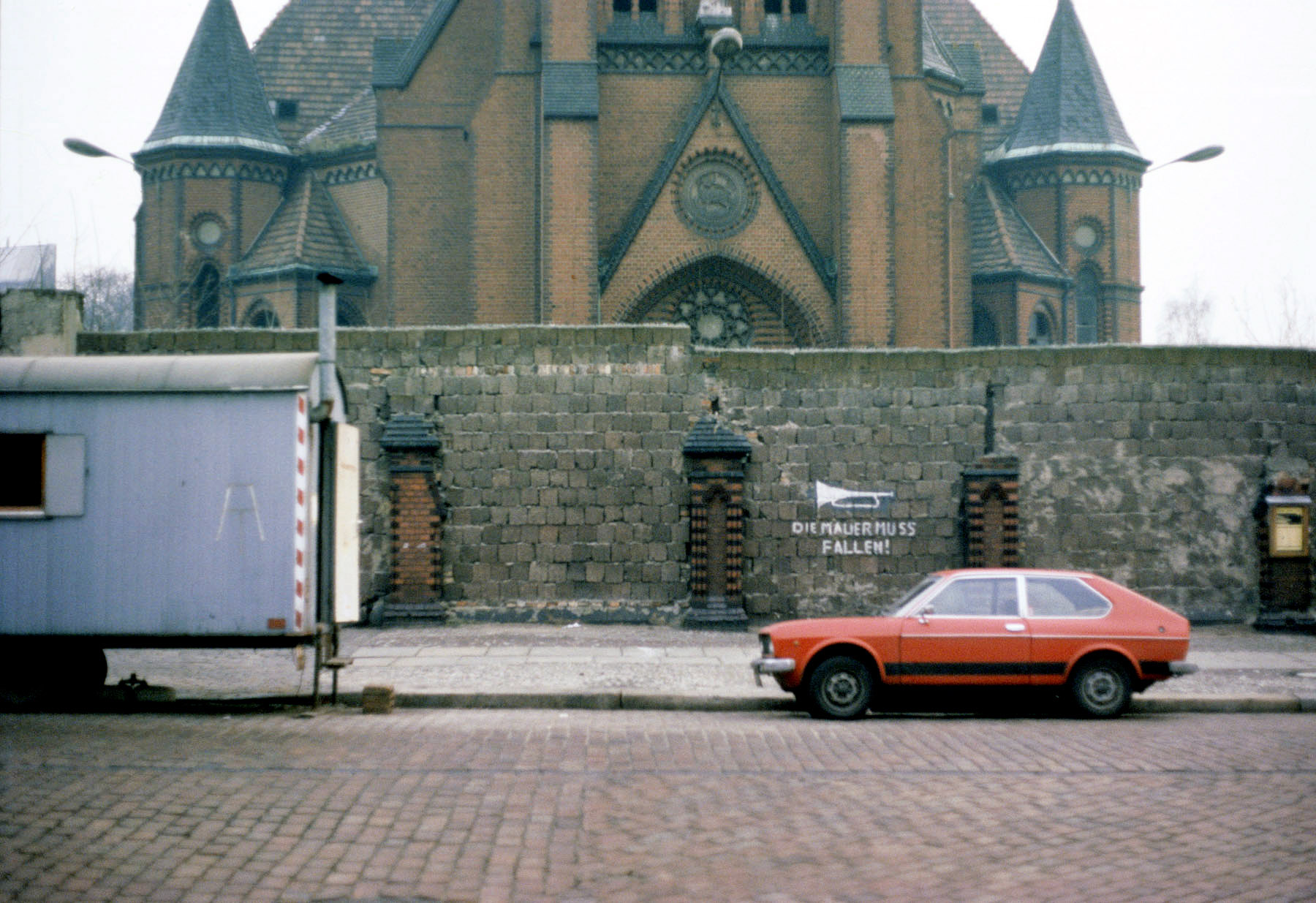
原柏林墙间的和解大教堂
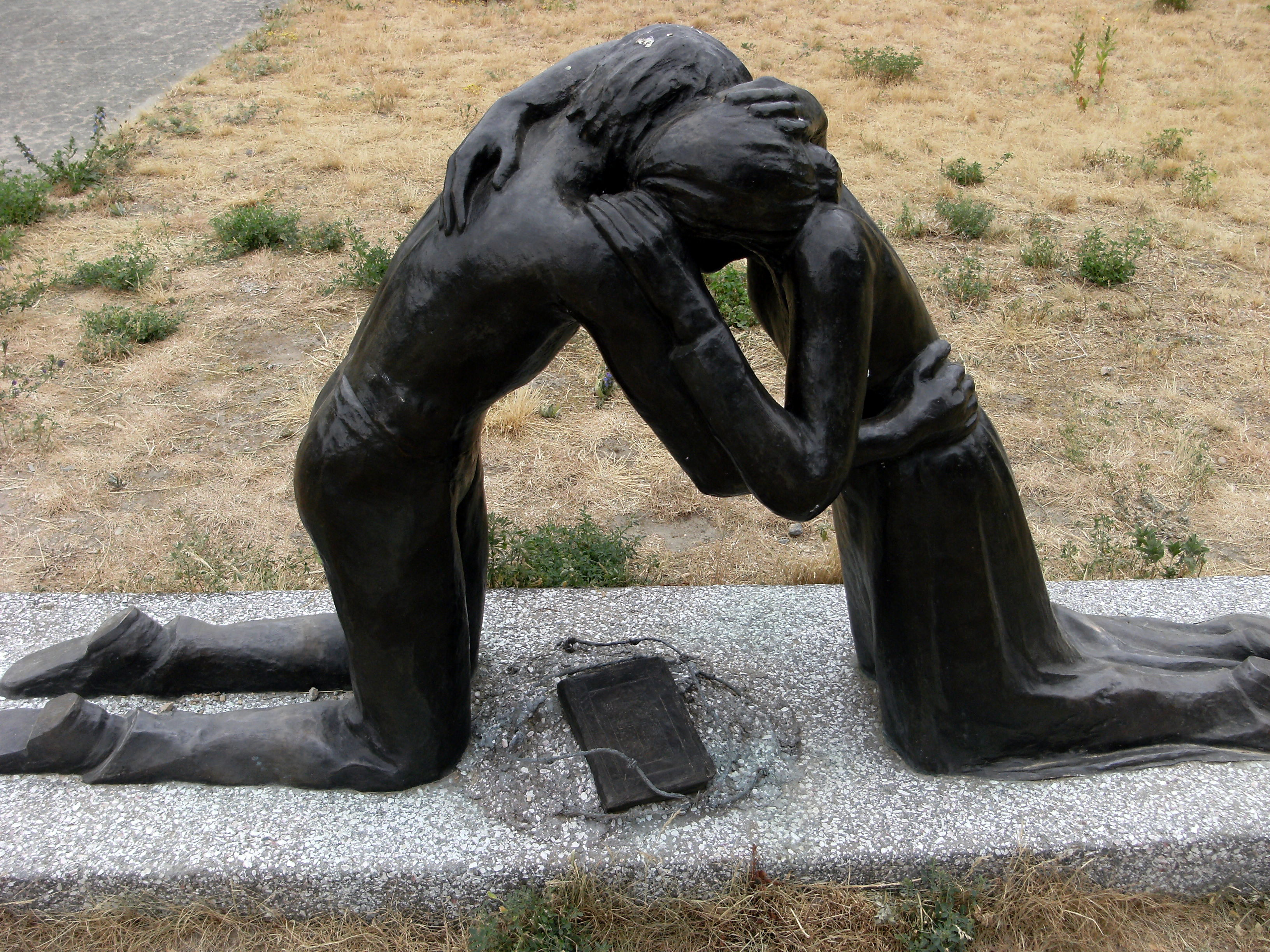
雕塑
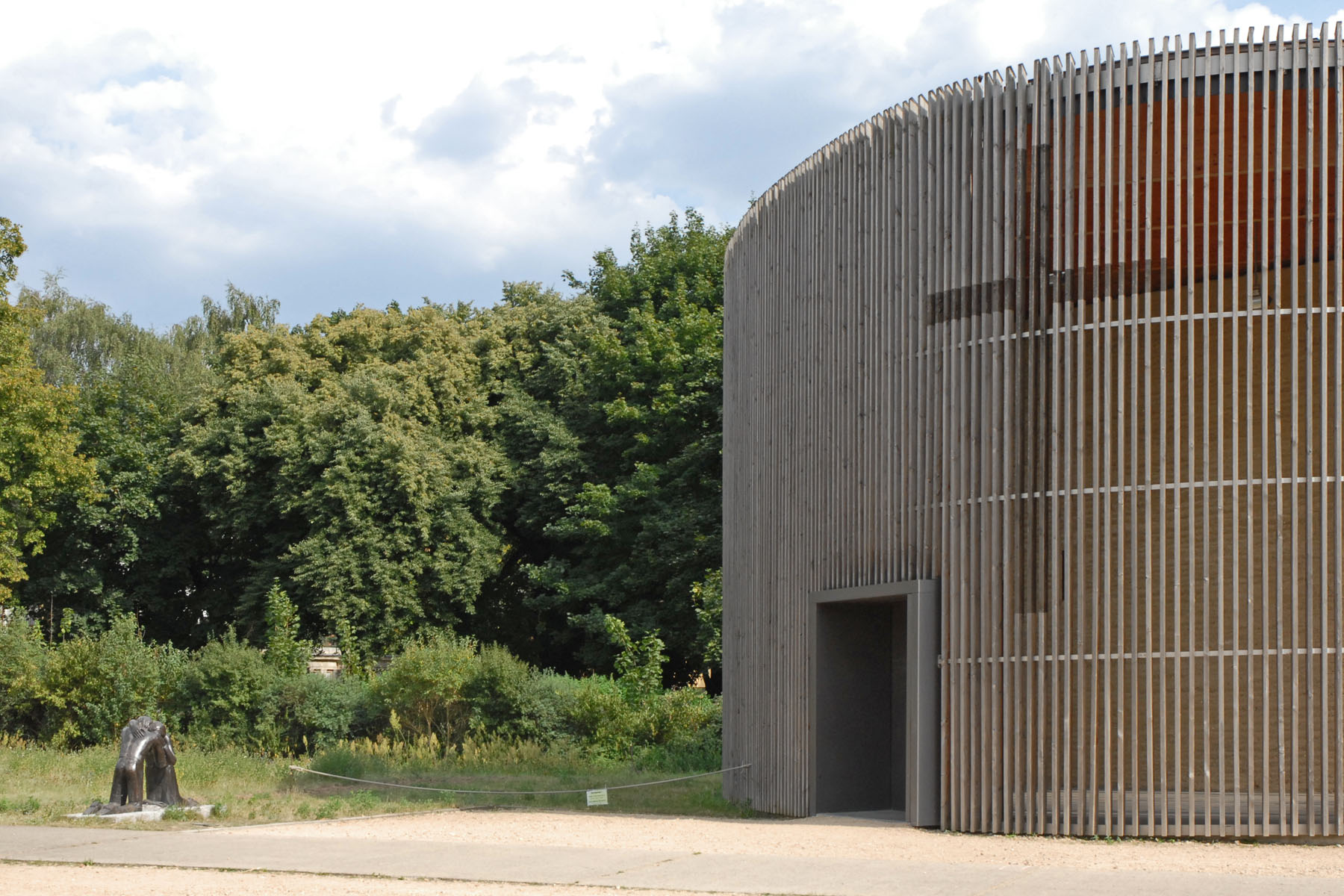
雕塑与入口的位置
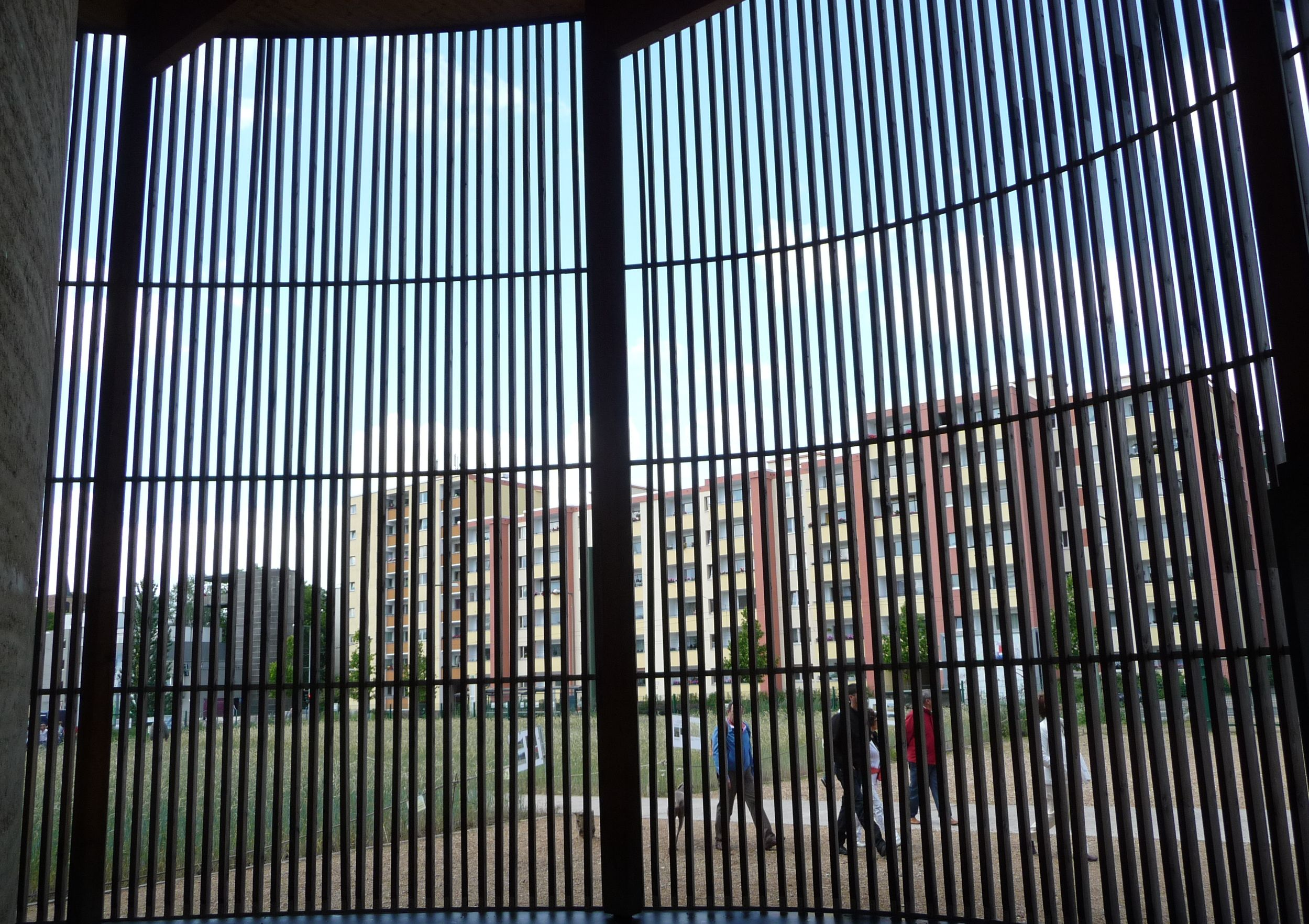
由内部向外看
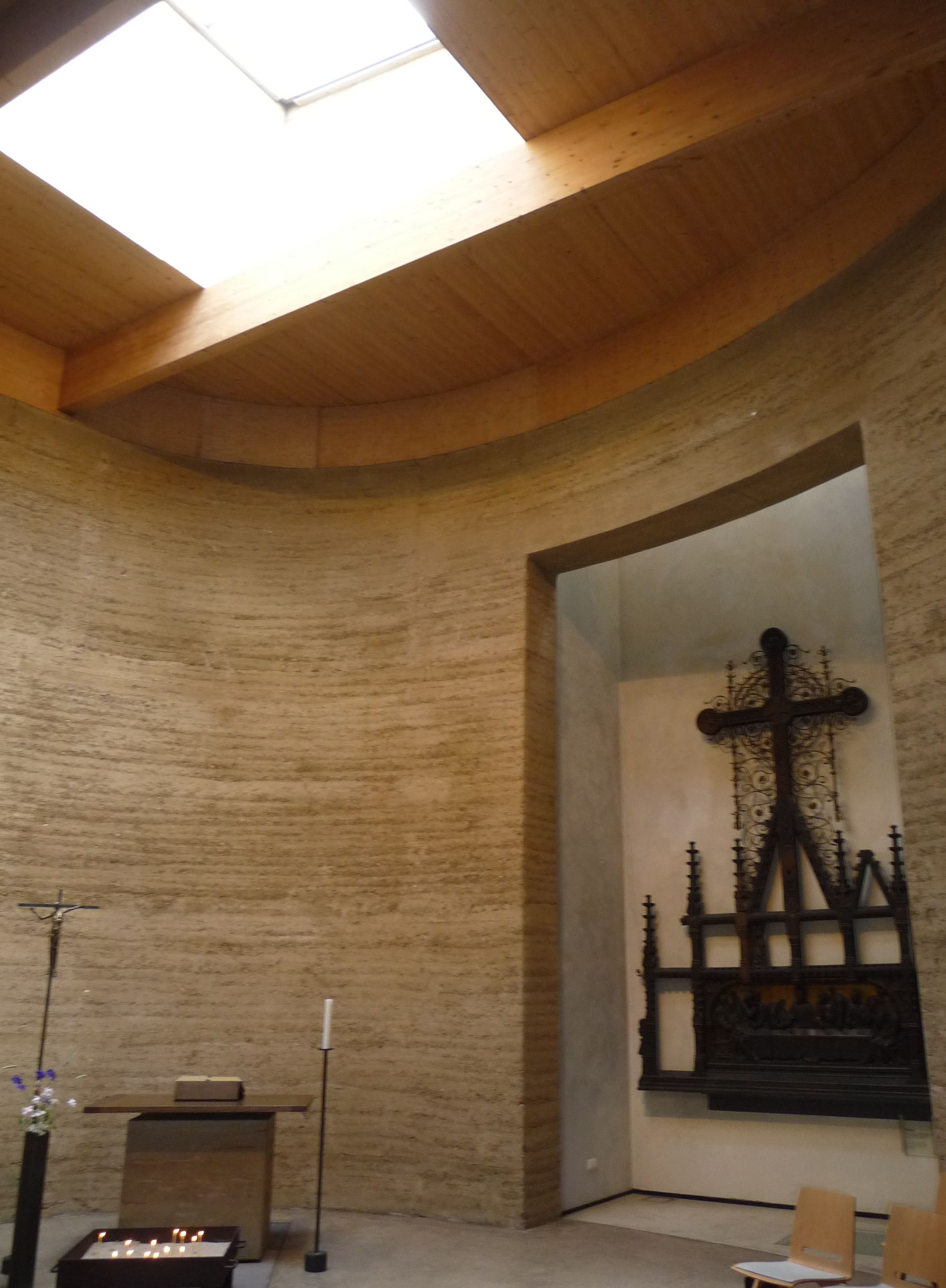
内部